# برج الماس
برج الماس (به عربی: برج الماس) (Diamond Tower) یک آسمان‌خراش در دبی واقع در کشور امارات متحده عربی می‌باشد. ساخت و ساز این برج از ساختمان اداری در سال ۲۰۰۵ آغاز شد و در سال ۲۰۰۹ با نصب برخی از پنل‌های روکش فلزی باقی‌مانده در بالای برج تکمیل شد. بلندی این ساختمان ۳۶۰ متر (۱.۱۸۰ فوت) است که آن را تبدیل به یکی از ساختمان‌های بلند دبی تبدیل کرده‌است. این برج دارای ۳۵ آسانسور است.